# Мило Матановић
Мило Матановић (1869 — 1955) био је политичар и официр.

## Биографија
Он је формирао нову власт у Црној Гори по налогу црногорског краља Николе I током Првог светског рата.
Матановић је био премијер Црне Горе од 1915. до 1916. као и премијер током кратког периода 1917. године, али је на крају због политичких притисака био приморан да поднесе оставку.
У српској историографији Матановић је виђен као родољубива историјска фигура.